# National League South
Conference South er en division i den engelske fodboldliga Football Conference. Divisionen udgør sammen med Conference North niveau 6 i det engelske ligasystem og er dermed den næsthøjst rangerende division i The FA's National League System. Divisionen består af 22 hold, der hver sæson spiller om to oprykningspladser til Conference National, og om at undgå tre nedrykningspladser til niveau 7, dvs. til Premier Division i Northern Premier League, Southern League eller Isthmian League.
De fleste af holdene i Conference South er deltidsprofessionelle.
Som led i en sponsoraftale med Blue Square Bet er Conference South kendt under navnet Blue Square Bet South.

## Nuværende hold i 24/25 sæsonen
Aveley

Boreham Wood

Enfield Town

Hampton & Richmond

Hornchurch

Welling United
| Klub                       | Slut placering i sidste sæson 2023–24 | Lokation                   | Stadion                    | Kapacitet |
| -------------------------- | ------------------------------------- | -------------------------- | -------------------------- | --------- |
| Aveley                     | 7.                                    | Bath City                  | Twerton Park               | 8,840     |
| Bath City                  | 6.                                    | Farnborough                | Cherrywood Road            | 7,000     |
| Boreham Wood               | 21. i National League (nedrykket)     | Weymouth                   | Bob Lucas Stadium          | 6,600     |
| Chelmsford City            | 2.                                    | Torquay United             | Plainmoor                  | 6,500     |
| Chesham United             | 1. i Southern League (oprykket)       | Chesham United             | The Meadow                 | 5,000     |
| Chippenham Town            | 12.                                   | Salisbury                  | Raymond McEnhill Stadium   | 5,000     |
| Dorking Wanderers          | 23. i National League (nedrykket)     | Boreham Wood               | Meadow Park                | 4,502     |
| Eastbourne Borough         | 19.                                   | St Albans City             | Clarence Park              | 4,500     |
| Enfield Town               | 3. i Isthmian League (oprykket)       | Dorking Wanderers          | Meadowbank Stadium         | 4,250     |
| Farnborough                | 8.                                    | Maidstone United           | Gallagher Stadium          | 4,200     |
| Hampton & Richmond Borough | 9.                                    | Eastbourne Borough         | Priory Lane                | 4,151     |
| Hemel Hempstead Town       | 20.                                   | Welling United             | Park View Road             | 4,000     |
| Hornchurch                 | 1. i Isthmian League (oprykket)       | Worthing                   | Woodside Road              | 4,000     |
| Maidstone United           | 4.                                    | Aveley                     | Parkside                   | 3,500     |
| Salisbury                  | 3. i. Southern League (oprykket)      | Hampton & Richmond Borough | Beveree Stadium            | 3,500     |
| Slough Town                | 10.                                   | Hornchurch                 | Hornchurch Stadium         | 3,500     |
| St Albans City             | 11.                                   | Weston-super-Mare          | Woodspring Stadium         | 3,500     |
| Tonbridge Angels           | 14.                                   | Hemel Hempstead Town       | Vauxhall Road              | 3,152     |
| Torquay United             | 18.                                   | Chelmsford City            | Melbourne Stadium          | 3,000     |
| Truro City                 | 16.                                   | Chippenham Town            | Hardenhuish Park           | 3,000     |
| Welling United             | 17.                                   | Tonbridge Angels           | Longmead Stadium           | 3,000     |
| Weston-super-Mare          | 13.                                   | Truro City                 | Truro City Stadium         | 3,000     |
| Weymouth                   | 15.                                   | Enfield Town               | Queen Elizabeth II Stadium | 2,500     |
| Worthing                   | 3.                                    | Slough Town                | Arbour Park                | 2,000     |

## Tidligere vindere
| Sæson   | Vinder                 | Playoff-vinder            |
| ------- | ---------------------- | ------------------------- |
| 2004–05 | Grays Athletic FC      | Eastbourne Borough FC     |
| 2005–06 | Weymouth FC            | St. Albans City FC        |
| 2006–07 | Histon FC              | Salisbury City FC         |
| 2007–08 | Lewes FC               | Eastbourne Borough FC     |
| 2008–09 | AFC Wimbledon          | Hayes & Yeading United FC |
| 2009–10 | Newport County AFC     | Bath City FC              |
| 2010–11 | Braintree Town FC      | Ebbsfleet United FC       |
| 2011–12 | Woking FC              | Dartford FC               |
| 2012–13 | Welling United         | Salisbury City            |
| 2013–14 | Eastleigh              | Dover Athletic            |
| 2014–15 | Bromley                | Boreham Wood              |
| 2015–16 | Sutton United          | Maidstone United          |
| 2016–17 | Maidenhead United      | Ebbsfleet United          |
| 2017–18 | Havant & Waterlooville | Braintree Town            |
| 2018–19 | Torquay United         | Woking                    |
| 2019–20 | Wealdstone             | Weymouth                  |
| 2020–21 | Aflyst                 | Aflyst                    |
| 2021–22 | Maidstone United       | Dorking Wanderers         |
| 2022–23 | Ebbsfleet United       | Oxford City               |
| 2023–24 | Yeovil Town            | Braintree Town            |